# Десятая планета
Десятая планета (англ. The Tenth Planet) — двадцать девятая серия британского научно-фантастического телесериала «Доктор Кто», состоящая из четырёх эпизодов, которые были показаны в период с 8 по 29 октября 1966 года. Последний эпизод не сохранился в архивах Би-би-си и доступен лишь в виде реконструкции.

## Сюжет
Доктор, Бен и Полли прибывают на ТАРДИС на Южный полюс в 1986 году, рядом с базой Сноукэп. База отслеживают миссию космического корабля Зевс IV, который запускает обычный зонд в атмосферу Земли. Но необычные показания приборов корабля показывают, что к Земле приближается новая планета. Корабль начинает терять энергию и персонал Сноукэп начинает процедуру прерывания миссии.
На базе Доктор говорит, что знает о десятой планете: это Мондас, бывшая планета-близнец Земли, и её обитатели вскоре посетят Землю. Следуя его предсказаниям, трое роботизированных созданий приземляются снаружи, убивают охрану и надевают их меха для проникновения на базу.
Пока все заняты посадкой Зевса IV, создания легко захватывают базу. Полли и персонал уговаривают позволить им спасти жизни команды Зевса IV, но создания говорят, что команда всё равно погибнет и их жизни им не важны. Они объясняют, что они — киберлюди и были такими, как жители Земли, но постепенно заменяли свои тела механическими частями, включая «слабости», такие как эмоции. Киберлюди разрешают помочь Зевсу IV, но корабль всё равно притягивает на Мондас, и он взрывается.
Киберлюди объясняют, что Мондас поглощает энергию Земли и вскоре уничтожит её. Они обещают взять всех людей на Мондас и превратить их в себе подобных. Бен, заключённый за попытку убить киберчеловека, ослепляет охранника проектором, крадёт его оружие и убивает. Он прокрадывается в комнату управления, передаёт оружие генералу Катлеру, командиру базы, который убивает остальных киберлюдей. Катлер связывается с Космическим центром в Женеве, и его информируют, что его сын отправился на миссию по спасению Зевса IV.
Катлер решает, что пришло время дать бой киберлюдям и использовать Z-бомбу для уничтожения Мондаса. Бен не хочет этого, говоря, что Мондас самоуничтожится, когда поглотит слишком много энергии. Главный учёный на станции, доктор Барклай, также просит не делать этого, говоря, что радиация заденет Землю. Но Катлер запирает Бена в комнате с Доктором, который без сознания и выглядит больным.
Барклай идёт к Бену и говорит как саботировать запуск бомбы, но Катлер ловит Бена в процессе саботажа. Он готов запустить бомбу, но двигатели не работают из-за саботажа Бена. Катлер угрожает убить его, Барклая и Доктора, который вернулся в сознание. Прежде чем он стреляет в Доктора, его убивает лидер новой группы киберлюдей.
Киберлюди настаивают на демонтаже ракеты, нацеленной на Мондас. Доктор соглашается, и говорит остальным тянуть время, потому что Мондас уже не может принять больше энергии. Киберлюди берут Полли в заложники на свой корабль.
Киберлюди берут под контроль Космический центр в Женеве, и Доктор понимает, что план киберлюдей — уничтожить Землю Z-бомбами, тем самым спасая Мондас. Его берут в плен, но перед этим ему даётся предупредить Бена и остальных по интеркому. В радиационной комнате Бен предполагает, что работы по демонтажу поручили им, потому что сами киберлюди восприимчивы к радиации. Барклай использует стержни реактора как оружие против киберлюдей. Это срабатывает, и контроль над базой восстанавливается. В зал управления входит всё больше киберлюдей, но Мондас взрывается, отключая остальных киберлюдей.
Сын Катлера связывается с базой, говоря, что корабль теперь не теряет энергию, и Женева сообщает Барклаю, что угроза устранена. Тем временем, Бен спасает Полли и Доктора с корабля Киберлюдей. Доктор обдумывает, действительно ли всё закончилось, и приходит к выводу, что ещё нет и идёт в ТАРДИС. Бен и Полли стучатся в дверь будки, управление выходит из под контроля, центральная колонна поднимается и опускается сама по себе. Доктору хватает сил впустить спутников. Он падает на пол без сил и на глазах изумлённых спутников его окружает яркий свет. Свет меркнет, теперь лицо Доктора другое и моложе.

### Связь с другими эпизодами
События «Десятой планеты» продолжаются в специальном рождественском эпизоде «Дважды во времени» (2017), поставленном Рэйчел Талалэй по  сценарию Стивена Моффата. В «Дважды во времени» рассказывается о том, как Первый Доктор, будучи смертельно истощён после первого противостояния с киберлюдьми, отказывается регенерировать, и там же, на Южном полюсе в 1986 году, встречается с Двенадцатым Доктором, также отказавшимся от перевоплощения. Вместе они сталкиваются с инопланетянами, известными как Свидетельства, и вместе приходят к пониманию необходимости продолжить свою жизнь. Расставшись со своим будущим воплощением, Доктор возвращается к финалу «Десятой планеты» и впервые регенерирует.
Киберлюди с Мондаса, показанные в эпизоде, позднее появились вновь в финале десятого сезона возрождённого сериала — в сериях «Будь вечны наши жизни» и «Падение Доктора» (2017).

## Трансляции и отзывы
| Эпизод            | Дата показа     | Продолжительность | Телезрители (в миллионах) | Archive                            |
| ----------------- | --------------- | ----------------- | ------------------------- | ---------------------------------- |
| «Эпизод 1»        | 8 октября 1966  | 23:08             | 5,5                       | 16mm t/r                           |
| «Эпизод 2»        | 15 октября 1966 | 23:15             | 6,4                       | 16mm t/r                           |
| «Эпизод 3»        | 22 октября 1966 | 23:31             | 7,6                       | 16mm t/r                           |
| «Эпизод 4»        | 29 октября 1966 | 24:02             | 7,5                       | Only stills and/or fragments exist |
| [ 5 ] [ 6 ] [ 7 ] |                 |                   |                           |                                    |